# Радченко, Зинаида Фёдоровна
Зинаида Фёдоровна Радченко (1839,  д. Старые Дятловичи — 5 (18) марта 1916, д. Новые Дятловичи) — русская дворянка, украинская и белорусская собирательница фольклора и этнограф.

## Биография
Собирала фольклор в Гомельском уезде Могилёвской губернии Российской империи и составляла сборники народных песен. В 1880 был издан первый её сборник песен с напевами, а в 1910-м — второй с напевами 189 песен.
Императорское русское географическое общество избрало З. Радченко своим действительным членом и в 1888 году издало её сборник «Гомельские народные песни (белорусские и малорусские)» (СПб., 1888), который содержал 676 песен и 83 пословицы одной только волости Гомельского уезда и дал  полную этнографическую его картину. В предисловии к сборнику 1888 описала быт, обряды и обычаи крестьян.
Всего опубликовала около 700 народных песен, в том числе, 180 с мелодиями.
Оставила много пословиц, поговорок и присказок, записанных в том же районе Белоруссии.

## Избранные труды
- Сборник малорусскихъ и бѣлорусскихъ народныхъ пѣсенъ (Гомельскаго уѣзда), записанныя для голоса съ аккомпаниментомъ фортепíано. — СПб., 1880.
- Радченко, З. Гомельские народные песни (белорусские и малорусские), записанные в Дятловицкой волости Гомельского уезда Могилёвской губернии Зинаидой Радченко // Записки ИРГО по отделению Этнографии. Том XIII, выпуск II. / под ред. Ф. М. Истомина. — СПб.: Типография  В. Безобразова и комп., 1888. — 315 с.
- Радченко З. Ф. Народные южно-русские сказки. — Киев, 1869[4]